# 卡羅利納 (聖米格爾省)
卡羅利納（西班牙語：Carolina），是薩爾瓦多的城鎮，位於該國東部，由聖米格爾省負責管轄，面積52.92平方公里，海拔高度430米，2007年人口8,240，人口密度每平方公里155.71人。
13°51′N 88°18′W / 13.850°N 88.300°W